# Nancy Dupláa
Nancy Verónica Dupláa (Olivos, Vicente López, provincia de Buenos Aires; 3 de diciembre de 1969) es una actriz argentina de cine, teatro y televisión. Es reconocida por su trabajo en telenovelas como Montaña rusa, Verano del 98, Graduados, La leona y 100 días para enamorarse.

## Biografía
La actriz vivió hasta los veinte años en la Ciudad de San Martín, en el Gran Buenos Aires, y luego en el barrio porteño de Villa Urquiza. Fue allí donde cursó e inició sus clases de teatro con Claudio Ciafone, incorporándose más tarde a las clases del director Hugo Midón.
Cursó la carrera de Diseño Gráfico en la Universidad de Buenos Aires hasta el segundo año y después comenzó la carrera de Asistente Materno Infantil.[cita requerida]

## Carrera
Se presentó a un casting organizado por Canal 13 para una tira. Aunque finalmente no se incorporó en ese programa, tiempo después tuvo su oportunidad en el ciclo infantil El agujerito sin fin. Luego fue el turno de Montaña rusa, novela que le dio popularidad y que también se representó en los teatros Brodway y Radio City de Mar del Plata. Inició su carrera en El agujerito sin fin, como conductora junto a Julián Weich. Fue la protagonista de Montaña Rusa entre 1994 y 1995, serie juvenil, donde compartió créditos con Gastón Pauls. Continuó con El Ultimo verano (1996), Poliladron (1996), De poeta y de loco (1996), Los especiales de Alejandro Doria (1996), R.R.D.T. (1997) y Verdad consecuencia (1997). En el teatro, estuvo presente en 1997 con El vestidor, al lado de Federico Luppi y Montaña rusa y en cine en películas como: Comodines, El desvío, Buenos Aires me mata, Nueces para el amor y Apasionados. Entre 1998 y 1999 fue una de las protagonistas adultas de Verano del '98, serie juvenil producida por Cris Morena. A mediados de su segunda temporada abandona el elenco junto a Fernán Miras. 
En 2000 protagoniza la telenovela Los buscas de siempre junto a Pablo Echarri en canal 9. Por su labor obtuvo su primera nominación al Martin Fierro como mejor actriz protagónica de telenovela. Al año siguiente protagoniza la novela policial 22, el loco junto a Adrián Suar en la pantalla del El Trece. Junto a Facundo Arana protagoniza en 2002 099 Central. Por su interpretación de Laura Copioli obtiene su primer Martín Fierro a la mejor actriz de novela. En 2004 protagonizó nuevamente junto a Arana en El Trece, la tira Padre Coraje la cual fue galardonada con el premio Martín Fierro de oro. Tuvo una participación en Mujeres asesinas y Hermanos y detectives. y luego protagonizó juntó a Adrián Suar y Nicolás Cabre la telecomedia policial, Sin código. En 2007 actuó en el unitario El hombre que volvió de la muerte, protagonizado por Diego Peretti y al año siguiente protagonizó junto a Mercedes Morán y Andrea Pietra la serie unitaria Socias.
En 2012, luego de varios años de no estar en pantalla, es convocada por Sebastián Ortega para ser la protagonista junto con Daniel Hendler de su nueva comedia Graduados, que se emitió por Telefe. La comedia se convirtió en el más reconocido programa del año y además logró el primer lugar en audiencia de la televisión argentina. En 2013 vuelve al teatro protagonizando junto a Pablo Echarri la obra de teatro El hijo de puta del sombrero, y en 2014 participa del filme nominado al premio Oscar Relatos salvajes, donde interpreta a la esposa de Ricardo Darín, uno de los protagonistas del filme. En 2016, luego de cuatro años sin estar en la pantalla chica, volvió al ruedo protagonizando La Leona, con Pablo Echarri, la cual fue grabada en 2015. Dicha novela fue una coproducción entre El Árbol, de Martín Seefeld y Pablo Echarri y Telefe. En 2018, es protagonista de la serie creada por Sebastián Ortega, 100 días para enamorarse transmitida por Telefe junto al elenco compuesto por Luciano Castro, Juan Minujín y Carla Peterson en una producción de Underground.

## Vida personal
Es hermana del conductor de radio Quique Dupláa y tía de la actriz María Dupláa. 
En 1998 comenzó una relación con el periodista y presentador Matías Martin. Fruto de esta relación nació Luca en 2000, quien es conductor de radio. Ese mismo año la pareja se separó.
Desde 2007 está casada con el actor Pablo Echarri, con quien había empezado una relación en 2000. Juntos tienen dos hijos: Morena, nacida en 2003, y Julián nacido en 2010.

## Cine
| Cine | Cine                  | Cine          | Cine                  | Cine  |
| Año  | Título                | Rol           | Director              | Notas |
| ---- | --------------------- | ------------- | --------------------- | ----- |
| 1997 | Comodines             | Carla         | Jorge Nisco           |       |
| 1998 | El desvío             | Gabriela      | Horacio Maldonado     |       |
| 1998 | Buenos Aires me mata  | Arteche       | Beda Docampo Feijóo   |       |
| 1998 | Diario para un cuento | Paola         | Jana Bokova           |       |
| 2000 | Nueces para el amor   | Claudia       | Alberto Lecchi        |       |
| 2002 | Apasionados           | Lucía         | Juan José Jusid       |       |
| 2009 | Boogie, el aceitoso   | Marcia        | Gustavo Cova          | Voz   |
| 2014 | Relatos salvajes      | Victoria      | Damián Szifron        |       |
| 2015 | Upa! 2                | Nancy         | Tamae Garateguy       |       |
| 2016 | Campaña antiargentina | Ella misma    | Alejandro Parysow     |       |
| 2019 | El retiro             | Laura         | Ricador Díaz Lacoponi |       |
| 2021 | 10 palomas            | Adriana Acuña | Tamae Garateguy       |       |
| 2023 | Unicornio             | Grace         | Natural Arpajou       |       |
| 2023 | No me rompan          | Mónica        | Azul Lombardía        |       |
| 2024 | Goyo                  | Eva Montero   | Marcos Carnevale      |       |

## Televisión
| Televisión | Televisión                        | Televisión                     | Televisión         |
| Año        | Título                            | Rol                            | Canal              |
| ---------- | --------------------------------- | ------------------------------ | ------------------ |
| 1990       | Pacto de amistad                  | Luciana                        | Canal 9            |
| 1991-1993  | El agujerito sin fin              | Animadora                      | El Trece           |
| 1994       | Aprender a volar                  | Ines                           | El Trece           |
| 1994-1995  | Montaña rusa                      | Mariana                        | El Trece           |
| 1996       | El último verano                  | Chaveli                        | El Trece           |
| 1996       | De poeta y de loco                | Mónica                         | El Trece           |
| 1996       | Poliladron                        | Viviana                        | El Trece           |
| 1996-1998  | Verdad consecuencia               | Fernanda                       | El Trece           |
| 1997       | R.R.D.T.                          | Carolina Ferré                 | El Trece           |
| 1997       | El arcángel                       | Natalia                        | Telefe             |
| 1998-1999  | Verano del '98                    | Dolores "Loli" Vidal           | Telefe             |
| 2000       | Los buscas de siempre             | Bárbara Giménez Álzaga         | Canal 9            |
| 2001       | 22, el loco                       | Laura Copioli                  | El Trece           |
| 2002       | 099 Central                       | Laura Copioli                  | El Trece           |
| 2003       | Durmiendo con mi jefe             | Silvina Aguirre                | El Trece           |
| 2004       | Padre Coraje                      | María Clara Guerrico           | El Trece           |
| 2005       | Sin código 2                      | Antonia "Toni" López           | El Trece           |
| 2005       | Botines                           | Andrea "Ep2: Autocontrol"      | El Trece           |
| 2006       | Mujeres asesinas 2                | Laura "Ep7: Laura, abandonada" | El Trece           |
| 2006       | Hermanos y detectives             | Verónica                       | Telefe             |
| 2007       | El hombre que volvió de la muerte | Erika Ortiz                    | El Trece           |
| 2007       | Los cuentos de Fontanarrosa       | Carina                         | TV Pública         |
| 2008-2009  | Socias                            | Dolores Mollet                 | El Trece           |
| 2008-2009  | Dromo                             | Gabriela "Ep1: Árbol familiar" | América TV         |
| 2010       | Todos contra Juan 2               | Ella misma                     | América TV         |
| 2011       | El hombre de tu vida              | Sofía                          | Telefe             |
| 2012       | Graduados                         | María Laura "Loli" Falsini     | Telefe             |
| 2014       | Viudas e hijos del rock and roll  | María Laura "Loli" Falsini     | Telefe             |
| 2016       | La Leona                          | María "Leona" Leone            | Telefe             |
| 2018       | 100 días para enamorarse          | Antonia Salinas                | Telefe             |
| 2020       | Los internacionales               | Claudia                        | Telefe             |
| 2021-2023  | El reino                          | Roberta Candia                 | Netflix            |
| 2022       | Supernova                         | Elsa                           | Amazon Prime Video |

## Premios y nominaciones
| Año  | Premio                  | Categoría                                     | Programa                                                      | Resultado |
| ---- | ----------------------- | --------------------------------------------- | ------------------------------------------------------------- | --------- |
| 2001 | Premio Martín Fierro    | Actriz protagonista de novela                 | Los buscas                                                    | Nominada  |
| 2002 | Premios Martín Fierro   | Actriz protagónica de novela                  | 22, el loco                                                   | Nominada  |
| 2003 | Premio Martín Fierro    | Actriz protagonista de novela                 | 099 Central                                                   | Ganadora  |
| 2005 | Premio Martín Fierro    | Actriz protagonista de novela                 | Padre coraje                                                  | Nominada  |
| 2005 | Premio Martín Fierro    | Actriz protagonista de comedia                | Sin código                                                    | Nominada  |
| 2006 | Premio Martín Fierro    | Actriz protagonista de comedia                | Sin código                                                    | Nominada  |
| 2008 | Premio Martín Fierro    | Actriz protagonista de unitario y/o miniserie | El hombre que volvió de la muerte Los cuentos de Fontanarrosa | Nominada  |
| 2009 | Premio Martín Fierro    | Actriz protagonista de unitario y/o miniserie | Socias                                                        | Nominada  |
| 2013 | Premios Tato            | Actriz protagonista en ficción diaria         | Graduados                                                     | Ganadora  |
| 2013 | Premio Martín Fierro    | Actriz protagonista en ficción diaria         | Graduados                                                     | Nominada  |
| 2016 | Premios Tato            | Actriz protagónica en drama                   | La Leona                                                      | Nominada  |
| 2016 | Premios Martín Fierro   | Actriz protagonista en ficción diaria         | La Leona                                                      | Ganadora  |
| 2018 | Premios Martín Fierro   | Actriz protagonista en ficción diaria         | 100 días para enamorarse                                      | Nominada  |
| 2018 | Premios Notirey         | Mejor actriz en ficción diaria                | 100 días para enamorarse                                      | Nominada  |
| 2021 | Premio Konex de Platino | Actriz de televisión                          | Período 2011-2020                                             | Ganadora  |
| 2023 | Premio Martín Fierro    | Mejor actriz de reparto en ficción            | Supernova                                                     | Ganadora  |